# بومبر 8 (صاروخ)
'''بومبر 8 ''' أو   RTV-G-4 Bumper  كان صاروخًا  صنعته الولايات المتحدة . وهو مزيج من صاروخ V-2 الألماني وصاروخ  WAC Corporal ، تم استخدامه لدراسة المشكلات المتعلقة بالصواريخ عالية السرعة ذات المرحلتين. أطلق برنامج Bumper ثمانية صواريخ بين 13 مايو 1948 و 29 يوليو 1950. تم إجراء أول 6 رحلات في White Sands Missile Range ، وكان الإطلاق السابع  '''بومبر 8  '''في 24 يوليو 1950 ، أول صاروخ يتم إطلاقه من Cape Canaveral.

## برنامج بومبر

### الخلفية

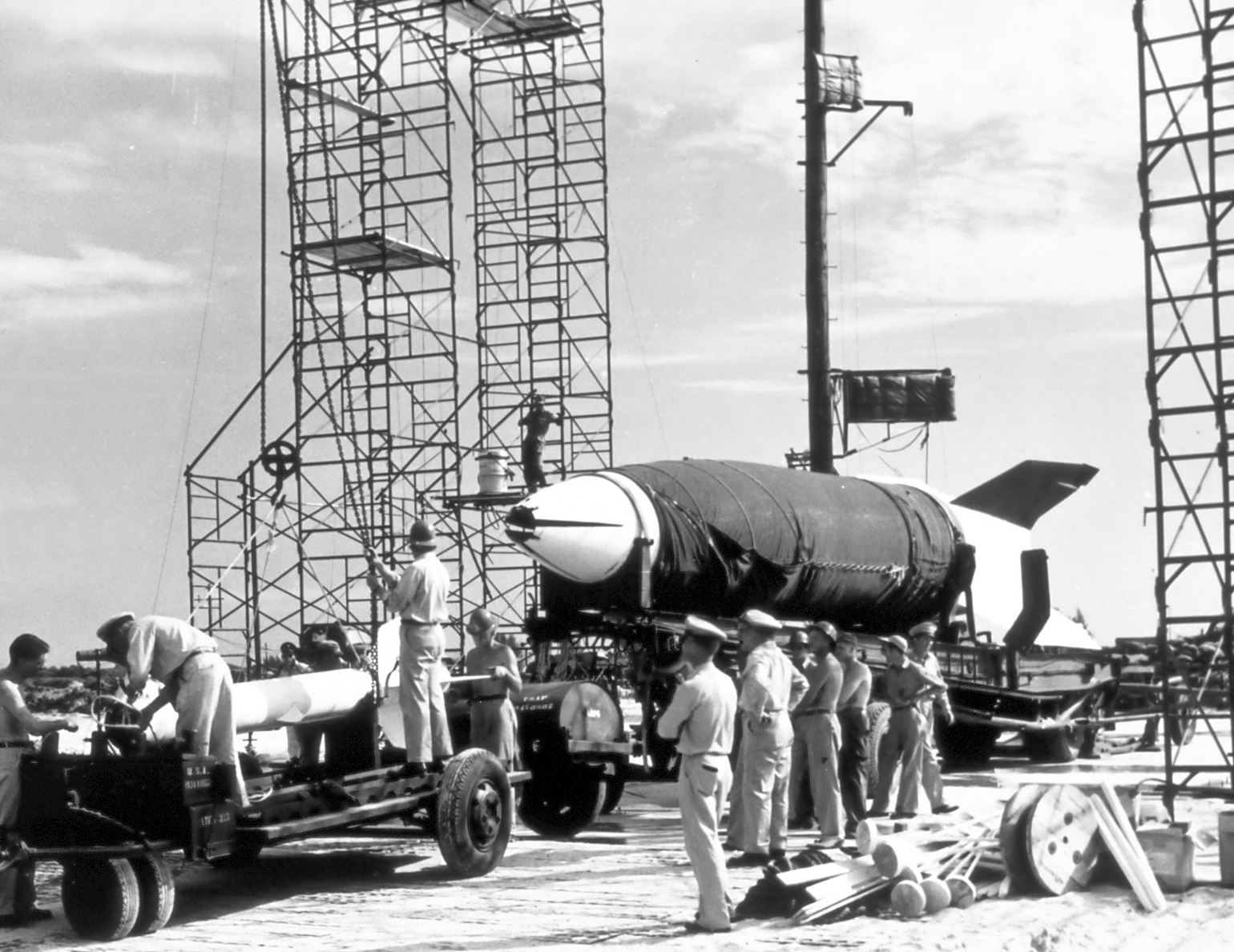
"ممتص الصدمات" صاروخ من قطعتين: المرحلة الأولى V-2 الألماني كمرحلة أولى و WAC Corporal المرحلة الثانية.

تم تصميم برنامج Bumper لإنتاج وإطلاق صاروخ  من مرحلتين : المرحلة الأولى  صاروخ V-2  الألماني  والمرحلة الثانية  صاروخ WAC Corporal في يوليو 1946 من قبل الكولونيل هولجر إن توفتوي. تم اختبار ذلك الصاروخ ذو المرحلتين على نطاق واسع في منطقة وايت ساندس بالولايات المتحدة  ، سلسلة إطلاق حدثت في أواخر عام 1945 / أوائل عام 1946 وإطلاق معها  V-2 بدءًا من 15 مارس 1946. :235-237
تم اختبار  بومبر في 20 يونيو 1947 ، من أجل:
- التحقيق في تقنيات الإطلاق لصاروخ من مرحلتين وفصل المرحلتين بسرعة عالية.
- إجراء استكشاف  أولى  لظواهر الارتفاعات العالية والعالية السرعة.
- تحقيق سرعات وارتفاعات قياسية. [5]

استخدم بومبر  V-2 كمرحلة أولى و«واك كوربورال»  كمرحلة ثانية. في رحلة نموذجية يطلق محرك V-2 أولاً ، ليأخذ مرحلة بومبر  إلى ارتفاع 20 ميل (32 كـم) .  وعند هذه النقطة سيتم إطلاق WAC Corporal بمحركه  الخاص. حدث هذا الفصل قبل  نهاية احتراق  V-2  للتأكد من أن WAC Corporalواك كوربورال  لديه منصة مستقرة يتم التحكم فيها بشكل فعال للانطلاق منها ، وفي نفس الوقت حتى  ينقل V-2 ما يقرب من السرعة القصوى الممكنة إلى المرحلة الثانية من بومبر . يبلغ أقصى ارتفاع للصاروخ V-2 حوالي 100 ميل (160 كـم) ، في حين أن واك كوربورال نفسه كان له  أقصى ارتفاع نظري يبلغ 25 ميل (40 كـم) ( 43.5 ميل (70.0 كـم) مع). فكان بومبر يمكن أن  يصل  إلى أكثر من ضعف ذلك الارتفاع  الذي  يمكن بلوغه بواسطة V-2 وحده.  :235, 260
الجهزة الهندسية والنتائج العلمية  من هذه التجارب  (على سبيل المثال ، مقاومة الهواء على ارتفاعات عالية يحددها مسار الصاروخ)  :259تحتاج نحو  25 رطل (11 كـغ) من الحمولة النافعة للقياس عن بُعد التي تحملها المرحلة الثانية. ل

### التخطيط
تم تسليم المسؤولية الكاملة عن برنامج بومبر  إلى شركة جنرا إليكتريك وتم تضمينه في مشروع Hermes . تم تعيين مختبر الدفع النفاث لإجراء الاستنتاجات  النظرية المطلوبة وتصميم المرحلة الثانية وإنشاء التصميم الأساسي لنظام الفصل. تم تعيين شركة Douglas Aircraft Company لتصنيع المرحلة الثانية ، والقيام بتصميم وتصنيع مفصل لأجزاء صاروخ V-2 الخاصة المطلوبة. 
لم يشارك أي من المهندسين الألمان بشكل مباشر في مشروع بومبر    على الرغم من أن البعض عمل في الدراسات الأولية المتعلقة بتزاوج V-2 و فاك . كانت امرأتان ، ماري تاغارد وبيا سيلفستر ، في فريق بومبر  يقدمان الدعم الصاروخي (ولكن ليس الإطلاق).

### العمليات
تم إجراء ستة عمليات إطلاق من بومبر من منطقة  وايت ساندس . و كانت الرحلات الأربعة الأولى ، التي تم إطلاقها في عام 1947/1948 ، عبارة عن رحلات تجريبية بدرجات متفاوتة من النجاح.  كانت أول رحلة لبمبر  ناجحة بالكامل هي الخامسة في السلسلة ، وتم إطلاقها في الساعة 3:14 مساءً ( MST ) ، 24 فبراير 1949.  :257
كان بومبر   5 هو الأول في سلسلة اختبارات  بومبر يتم إطلاقه بمرحلة ثانية مزودة بالوقود بالكامل.  بعد دقيقة واحدة من الإقلاع   و على ارتفاع 20 ميل (32 كـم) وسرعة أقل بقليل من 1 ميل (1.6 كـم) في الثانية ، انفصل فاك كوربورال  عن المرحلة الأولى من V-2 وأطلق محركه الخاص. وبعد أربعين ثانية  في المرحلة الثانية  ، وصل واك كوربورال  إلى سرعة قصوى 1.39 ميل (2.24 كـم) في الثانية.  :257ووصلت  ذروة ارتفاعه 250 ميل (400 كـم) ، وهو رقم قياسي عالمي ،   خلال 6 دقائق ونصف بعد الإطلاق.
تحطمت المرحلة الأولى من V-2 في صحراء نيو مكسيكو 20 ميل (32 كـم) بعد خمس دقائق من إطلاقها شمال موقع الإطلاق . اصطدم واك  بالأرض بعد 12 دقيقة من الإقلاع  على بعد 80 ميل (130 كـم) من منصة الإطلاق. كانت سرعته عند الاصطدام كبيرة جدًا ، أعلى من أي صاروخ حتى الآن ، بحيث لم يتم العثور على الحطام للتحليل حتى يناير 1950.  :257-8
في عام 1949 تم إنشاء أرض الاختبار المشتركة طويلة المدى في محطة كيب كانافيرال الجوية على الساحل الشرقي لفلوريدا ، حيث سيتم إطلاق آخر صاروخين مركبين . في 24 يوليو 1950 ، أصبح بومبر  8 هو الإطلاق الافتتاحي لـ «كيب كانافيرال» ، والذي لا يزال مستخدمًا اعتبارًا من عام 2021.  كان كلا الصاروخين  8 و 7 (اللذان تم إطلاقهما في هذا التسلسل ، بفاصل أسبوع) عبارة عن إطلاق ناجح تمامًا بزاوية منخفضة مصمما لزيادة السرعة بدلاً من الارتفاع.  :259تم نشر  هذه الرحلات الجوية كثيرًا في الصحافة الأمريكية. 

## تاريخ الإطلاق
| رقم الصاروخ    | زمن            | موقع الإطلاق   | المنصة    | أقصى ارتفاع              | ملاحظات                                                                                | صورة |
| 1948           |                |                |           |                          |                                                                                        |      |
| بومبر 1        | 13 مايو 1948   | الرمال البيضاء | المنصة 33 | 127.3 كيلومتر (79.1 ميل) | رحلة تجريبية؛ المرحلة الثانية من WAC تغذي جزئيًا.                                       |      |
| بومبر 2        | 19 أغسطس 1948  | وايت ساندس     | المنصة 33 | 13.4 كيلومتر (8.3 ميل)   | فشلت المرحلة الأولى بسبب انقطاع تدفق الوقود.                                           |      |
| بومبر 3        | 30 سبتمبر 1948 | رمال بيضاء     | المنصة 33 | 150.3 كيلومتر (93.4 ميل) | فشلت مرحلة WAC.                                                                        |      |
| بومبر 4        | 1 نوفمبر 1948  | رمال بيضاء     | المنصة 33 | 4.8 كيلومتر (3.0 ميل)    | انفجار في ذيل V-2.                                                                     |      |
| 1949           |                |                |           |                          |                                                                                        |      |
| بومبر 5        | 24 فبراير 1949 | رمال بيضاء     | المنصة 33 | 403 كيلومتر (250 ميل)    | رحلة ناجحة. فصل المراحل عند 35 كيلومتر (22 ميل) .                                      |      |
| بومبر 6        | 21 أبريل 1949  | رمال بيضاء     | المنصة 33 | 49.9 كيلومتر (31.0 ميل)  | قطع V-2 السابق لأوانه ؛ فشلت مرحلة WAC في إطلاق النار.                                 |      |
| 1950           |                |                |           |                          |                                                                                        |      |
| الوفير 8       | 24 يوليو 1950  | كيب كانافيرال  | المنصة 3  | 16.1 كيلومتر (10.0 ميل)  | رحلة جوية منخفضة الزاوية فوق 320 كيلومتر (200 ميل) . إطلاق أول صاروخ من كيب كانافيرال. |      |
| ممتص الصدمات 7 | 29 يوليو 1950  | كيب كانافيرال  |           | 16.1 كيلومتر (10.0 ميل)  | رحلة جوية منخفضة الزاوية فوق 320 كيلومتر (200 ميل) .                                   |      |